# Pent-House Mouse
«Pent-House Mouse» (рус. Мышонок в апартаментах люкс; Мышонок в пентхаусе; Погоня на крыше) — 128-й эпизод в серии короткометражек «Том и Джерри». Дата выпуска: 27 июля 1963 года. Это первый мультфильм из 34 эпизодов о Томе и Джерри, над которым работал режиссёр Чак Джонс и его команда анимации Кен Харрис, Том Рэй, Дик Томпсон, Бен Уошам. Эта серия, которая вернулась на производство в Голливуд после пятилетнего отсутствия, поскольку предыдущие 13 эпизодов были произведены в Чехословакии и созданы Джином Дейчем. Во время работы над короткометражкой, к команде присоединился аниматор из Диснея Дон Тоусли который сделал титульную анимацию Тома и Джерри.

## Сюжет
Том наслаждается роскошной жизнью на крыше пентхауса. Тем временем, уже внизу, Джерри чувствует урчание в животе и хвостом обвязывает его, но хвост развязывается после того, как он увидел коробку с завтраком на стальной балке на стройплощадке. Джерри, недолго думая, вскрывает её и заходит туда во внутрь, объедая её содержимое. Джерри поднимается вверх на балке и коробка с завтраком падает на голову Тома. Когда Том видит, что Джерри падает, он берет бейсбольную перчатку, с помощью которой он ловит Джерри уже в хлебе для тостов и чуть его не съедает. Однако, Джерри успевает вовремя убежать от Тома, который случайно ударяет себя средним пальцем по глазу и прыгает в водосточную трубу, куда он потом спиной вперед скользит на стройплощадку, где его чуть не расплющила дробилка, от которой он сразу бежит обратно к Тому уже весь белый, но к нему в пасть, закрывая ему рот, уши и глаза. У Тома все эти части тела непроизвольно открываются, он извлекает Джерри через правое ухо и хватает мухобойку, которой 4 раза попадает по Джерри. Джерри сердито останавливает Тома и лупит его по голове и убегает на конец флагштока, который вращает против часовой стрелки. Когда Джерри открутил флагшток, Том падает вниз с палкой от флагштока, а Джерри, уже на шарике от флагштока, прикатывается обратно к крыше пентхауса. Том падает на провода и отлетает на бочку, по которой он катится по стройплощадке, пока не достигнет выставки собак, которые начинают драться с Томом. Джерри, оставшись один, завладевает шезлонгом, на котором сидел Том в начале серии, начинает пить сок, применив 3 соломинки, в результате чего он непреднамеренно проглатывает кубик льда и решает вздремнуть.

## Создатели
- Исполнительный продюсер Уолтер Бьен
- Сюжет Чак Джонс, Майкл Мальтезе
- Аниматоры Кен Харрис, Том Рэй, Дик Томпсон, Бен Уошам
- Дополнительная/Титульная Анимация Дон Тоусли (В титрах не указан)
- Фоны Филип ДеГард
- Композитор Юджин Поддани
- Отвечающий за производство Лес Голдман
- Сорежиссёр Морис Нобл
- Продюсер и режиссёр Чак Джонс

## Роли озвучивали
- Мел Бланк